# Piccola Lulù/Tubby
 Piccola Lulù/Tubby è un singolo discografico di Angelo e il gruppo clown, pseudonimo de I Pandemonium pubblicato nel 1980.
Piccola Lulù era la sigla dell'anime omonimo scritta da Shuki Levy e Haim Saban nella musica e testo originali, riarrangiata da Detto Mariano su testo italiano di Alberto Testa.. Questa versione della canzone è quella utilizzata come sigla televisiva. Esiste anche una versione prodotta ed arrangiata dagli autori originali della canzone dal titolo omonimo, eseguita dai Sorrisi.. Secondo Shuki Levy il contributo creativo di Saban nella composizione della canzone è stato marginale. Il brano fu realizzato anche in lingua spagnola col titolo "Lulú no crezcas" (1981), come sigla della serie per il mercato sudamericano.
Tubby era il lato B, canzone dedicata alla serie, brano orchestrale che nel titolo si ispira all'omonimo personaggio della serie. Il brano non viene ufficialmente attribuito ad alcun esecutore.

## Tracce
Lato A
1. Piccola Lulù – 2:31 (testo: Shuki Levy, Haim Saban, Alberto Testa – musica: Shuki Levy, Haim Saban)

Lato B
1. Tubby – 2:43 (Detto Mariano)

## Edizioni
Entrambi i brani sono stati inseriti nella compilation "Speciale ragazzi N.2" e in numerose raccolte.